# Farmacodinâmica

De forma simplificada, podemos considerar farmacodinâmica como o estudo do que o medicamento faz no organismo enquanto farmacocinética é o que o organismo faz com a droga.

Farmacodinâmica (do grego pharmakon, "remédio" e dýnamis, forças) é o campo da farmacologia e medicina, que estuda os efeitos fisiológicos dos fármacos nos organismos vivos, seus mecanismos de ação e a relação entre concentração do fármaco e efeitos desejados e indesejados. 
A farmacodinâmica é do estudo dos efeitos bioquímicos e fisiológicos dos fármacos e seus mecanismos de ação. Os conhecimentos de farmacodinâmica podem proporcionar as bases para o uso terapêutico racional dos fármacos e o desenvolvimento de outros agentes terapêuticos mais novos e eficazes. Em termos simples, a farmacodinâmica refere-se aos efeitos de um fármaco no organismo.
Os efeitos da maioria dos fármacos são atribuídos à sua interação com os componentes macromoleculares do organismo. Essas interações alteram a função do componente envolvido e iniciam as alterações bioquímicas e fisiológicas que caracterizam a resposta ao fármaco.

## Efeitos desejáveis
Dentre os possíveis efeitos desejáveis de um fármaco estão:
- Interação com enzimas
- Interação com proteínas estruturais
- Interação com proteínas transportadoras
- Interação com canais iônicos
- Ligação do ligando aos receptores:
  - Receptores hormonais
  - Receptores neuromoduladores
  - Receptores de neurotransmissores
- “Upregulation” ou “Downregulation”
- Ruptura da membrana celular do parasita

## Efeitos indesejáveis
Os efeitos indesejáveis de um fármaco incluem:
- Adicção química
- Aumento da probabilidade de mutação de células (atividade carcinogênica)
- Dano fisiológico induzido
- Doenças induzida pela droga (Iatrogenia)
- Grande número de ações simultâneas diferentes (inespecificidade)
- Potencialização ou inibição indesejável de outras substâncias
- Reação de hipersensibilidade

## Fatores importantes
Quatro fatores do paciente podem influenciar a farmacodinâmica :
- Idade
- Genética
- Outras drogas
- Outros distúrbios

## Termos importantes
A farmacodinâmica inclui o estudo de:
- Agonismo
- Antagonismo
- Citotoxicidade
- Dose efetiva
- Dose-Resposta
- Dose letal
- Janela terapêutica
- Meia-vida
- Toxicodependência

## Modelos PK/PD

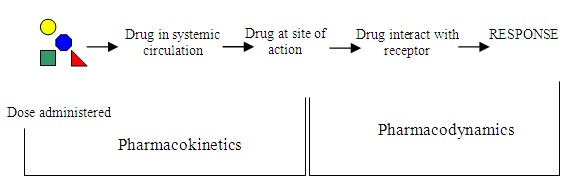
Esquema da relação sinergética entre farmacocinética e farmacodinâmica.

Modelos que evolvem as duas áreas são chamados de modelos PK/PD, (do inglês Pharmacokinetics/Pharmacodynamics). De forma adicional, usar-se as abreviações em inglês para cada área em separado: PD e PK, respectivamente, Pharmacodynamics e Pharmacokinetics.
Uma forma de traçar as “fronteiras” entre as áreas é usar a seguinte sequência de estados: dose (D), concentração (C), e efeito (E). Modelos PK tentam entender matematicamente desde o processo de administração de medicamentos (Doses) até o processo de aumento da concentração do fármaco no local almejado, como, por exemplo, o cérebro humano. Ao passo que, dado a concentração no local de atuação do fármaco, a função que relaciona concentração contra efeito é do domínio dos modelos PD.
A Farmacocinética e farmacodinâmica usam modelos que representam o que ocorre desde a administração de um fármaco até efeitos perceptíveis. Modelos Farmacocinéticos incluem estudos de absorção, distribuição, metabolismo, eliminação (ADME). Modelos farmacodinâmicos são mais recentes e mais complicados por envolveram interação do fármaco com os receptores e proteínas do organismo.

### Funções
Farmacocinética procura funções do tipo:
{\displaystyle y=f(D)}
Onde: y é a concentração no sitio de ação, f é uma função com valores reais e positivos, e D é a dose (terapia). A dose é um vetor dado que temos  grandezas como frequência, dose, tempo da terapia, e outras grandezas.
Ao passo que farmacodinâmica:
{\displaystyle E=f(y)}
onde: E medi o efeito do medicamento, e y é a concentração no ponto de atuação.
O modelos chamados de farmacodinâmicos/farmacocinéticos, abreviados como PK/PD, juntam as duas etapas:
{\displaystyle E=f(f(D))}